# Florentina (canção)
Florentina é uma canção do cantor e humorista brasileiro Tiririca, lançada em 1996.

## História
Distribuída inicialmente nas regiões de Juazeiro, na Bahia, e em Pernambuco, pouco tempo depois se tornou conhecida nacionalmente, motivando a gravadora Sony Music a comprar o disco, que graças ao estrondoso sucesso desta música bateu índices recordes de vendagem - mais de 1,5 milhão de cópias. "Florentina" possui características similares a da canção "Catarina" da banda de forró Trio Mineiro, gravada na década de 50, por usar de um método cômico em repetir um refrão de forma "incomodante" na narração, apesar de não ser esta a canção utilizada por Tiririca como inspiração para sua composição, já que diversas músicas com essa temática eram conhecidas na região.

## Sucesso
A música, do repertório do primeiro álbum, foi lançada nas rádios com estilo regional nordestino. Na época, virou uma moda grudenta. A música foi inspirada numa personagem real. Florentina foi o nome de uma namorada de Tiririca quando ele tinha dezoito anos, e que como ele próprio reconhece, nunca foi uma "deusa grega". Com o sucesso da canção, Tiririca nomeou a sua primeira filha como Florentina Evellyn.

## Clipe
O clipe da música foi gravado em 1996 no Beto Carrero World, em Penha, Santa Catarina, após o empresário tê-lo descoberto num shopping de São Paulo, com a direção de Jodele Larcher.